# Tryphon flavoclypeatus
Tryphon flavoclypeatus là một loài tò vò trong họ Ichneumonidae.